# Damme
Damme là một đô thị ở tỉnh Tây Flanders, six kilometres về phía tây bắc đông của Brugge (Bruges). Đô thị này gồm thành phố Damme và các thị xã Hoeke, Lapscheure, Moerkerke, Oostkerke, Sijsele, Vivenkapelle, và Sint-Rita. On 1 tháng 1 năm 2006, Đô thị này có dân số 10.899 người. Tổng diện tích là 89,52 km², với mật độ dân số là 122 người trên mỗi km².
Bản mẫu:Hanseatic League